# William Njoku
William Chidi Njoku, (nacido el 5 de marzo de 1972 en Acra, Ghana) es un exjugador de baloncesto canadiense. Con 2.05 metros de estatura, jugaba en la posición de ala-pívot. 

## Trayectoria
- Universidad de Saint Mary  (1990-1994)
- Jersey Turnpikes (1995)
- San Diego Wildcards (1995-1996)
- Atlantic City Seagulls (1996)
- Brandt Hagen (1996-1997)
- Leuven (1997-1998)
- Oliveirense (1998-1999)
- Vilvoorde  (2003-2004)
- Rabotnički Skopje (2004-2005)